# Limone femminello del Gargano
Il limone femminello del Gargano è un particolare tipo di limone prodotto (e confezionato) nella provincia di Foggia, nei territori dei comuni di Vico del Gargano, Ischitella e Rodi Garganico, ovvero il tratto costiero e sub-costiero settentrionale del promontorio del Gargano.
I limoneti sono maggiormente legati alla fascia più prossima al mare.
Infatti il clima mite e la posizione assolata creano le condizioni ideali per la produzione di limoni e arance.

## Storia
Il Limone del Gargano rappresenta oggi il limone più antico di tutta l'Italia, infatti già dall'anno 1000 venivano coltivati agrumi di questo genere, che col passare dei secoli si sono diffusi grazie alla tradizione agrumaria della regione.
Addirittura già verso la fine dell'800 da questa zona d'Italia venivano esportati limoni e arance verso paesi quali Canada e Stati Uniti d'America.
Il nome "Femminello" è dovuto principalmente all'alta produttività di questa pianta (l'albero può raggiungere le 5 fioriture l'anno), che è anche la più diffusa sul territorio italiano.

## Marchi
Sulle confezioni ad autenticarne la provenienza devono esserci le indicazioni: Limone Femminello del Gargano, il logo, la dicitura di IGP anche per esteso, il nome del produttore/commerciante, la ragione sociale, l'indirizzo del confezionatore ed il peso netto all'origine.
Se venduto sfuso il limone deve riportare il logotipo distintivo di questa Igp.